# Perintöjärvi
Perintöjärvi är en sjö i Finland. Den ligger i kommunen Enare i landskapet Lappland, i den norra delen av landet, 1 000 km norr om huvudstaden Helsingfors. Perintöjärvi ligger 183,2 meter över havet. Arean är 24,9 hektar och strandlinjen är 3,75 kilometer lång. Sjön  ingår i Pasvik älvs huvudavrinningsområde. 